# Maximilian Egon II
Maximilian Egon II, Prins van Fürstenberg (1863-1941) was een belangrijke grootgrondbezitter en investeerder in het keizerrijk Duitsland en Oostenrijk-Hongarije. Hij was eveneens een vooraanstaand lid van de hoge adel van beide keizerrijken. Na 1907 werd hij een invloedrijke vriend van keizer Wilhelm II toen deze zijn eerdere nauwe band met Philipp zu Eulenburg moest laten vallen tijdens de zogenaamde Harden–Eulenburg affaire.